# Pheidole nemoralis
Pheidole nemoralis är en myrart som beskrevs av Auguste-Henri Forel 1892. Pheidole nemoralis ingår i släktet Pheidole och familjen myror.

## Underarter
Arten delas in i följande underarter:
- P. n. nemoralis
- P. n. petax

## Bildgalleri

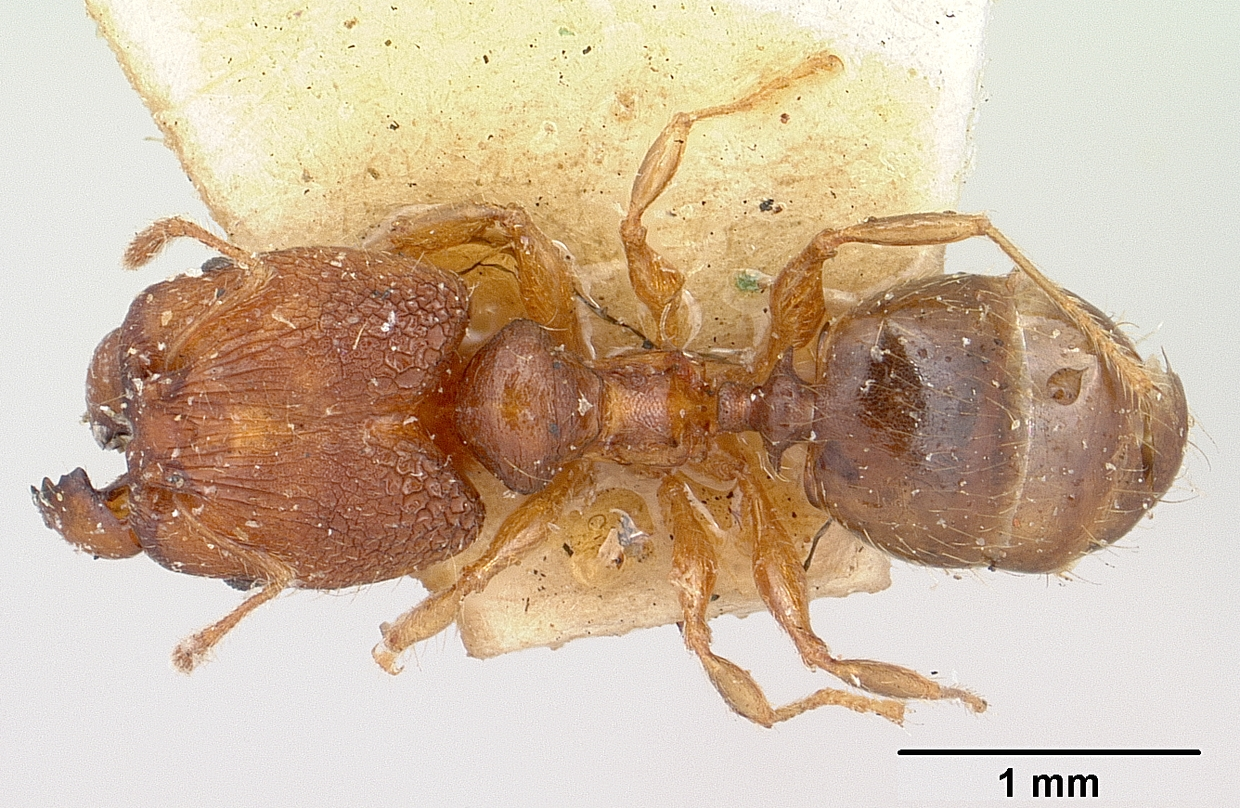
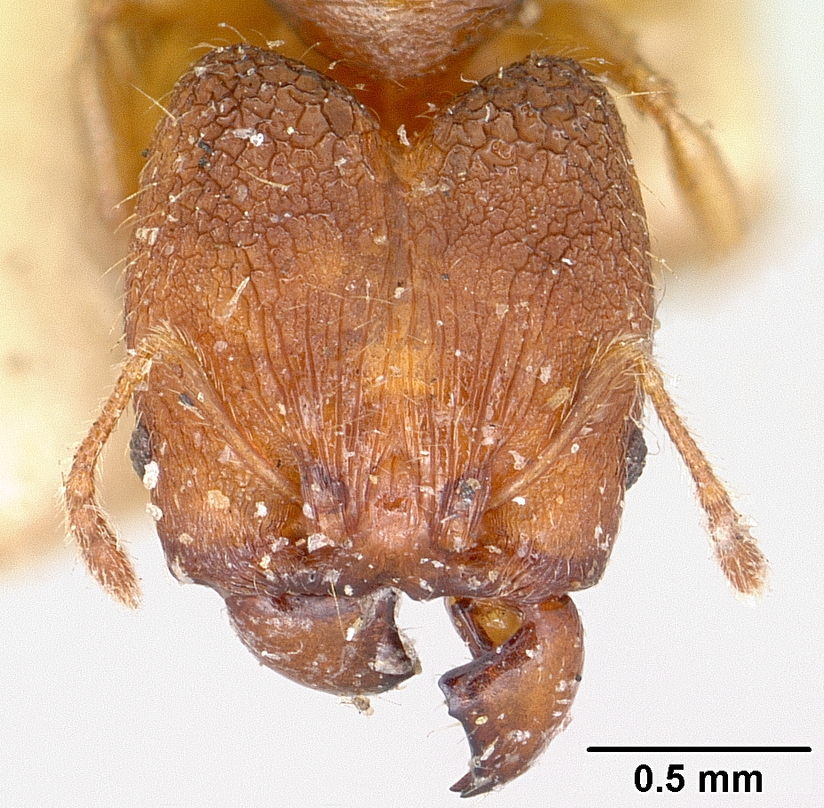
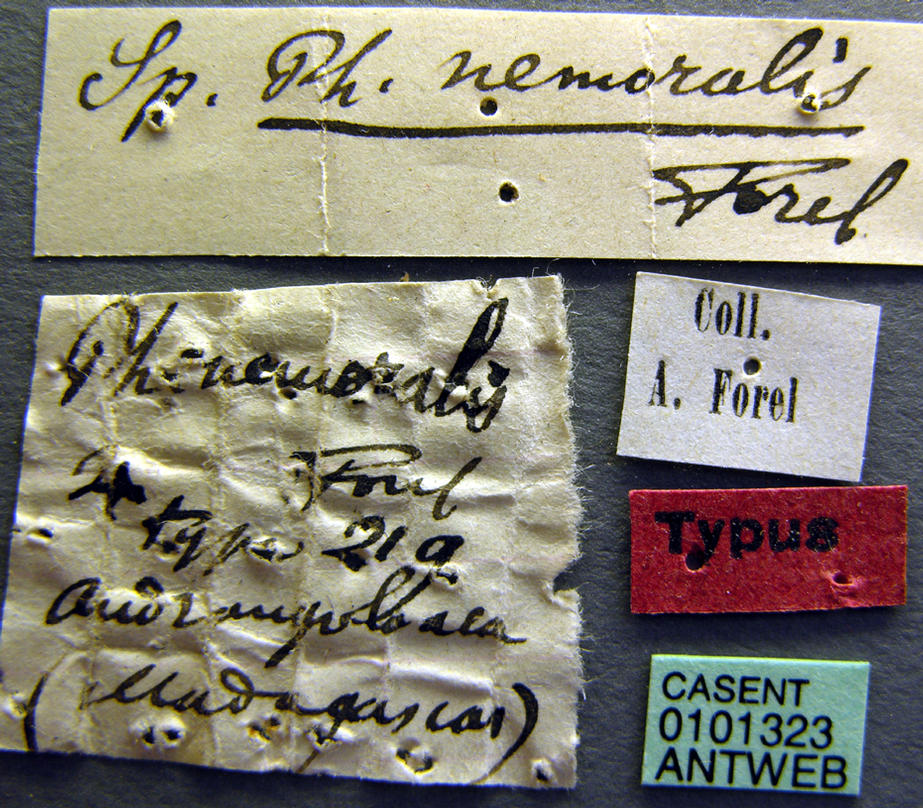
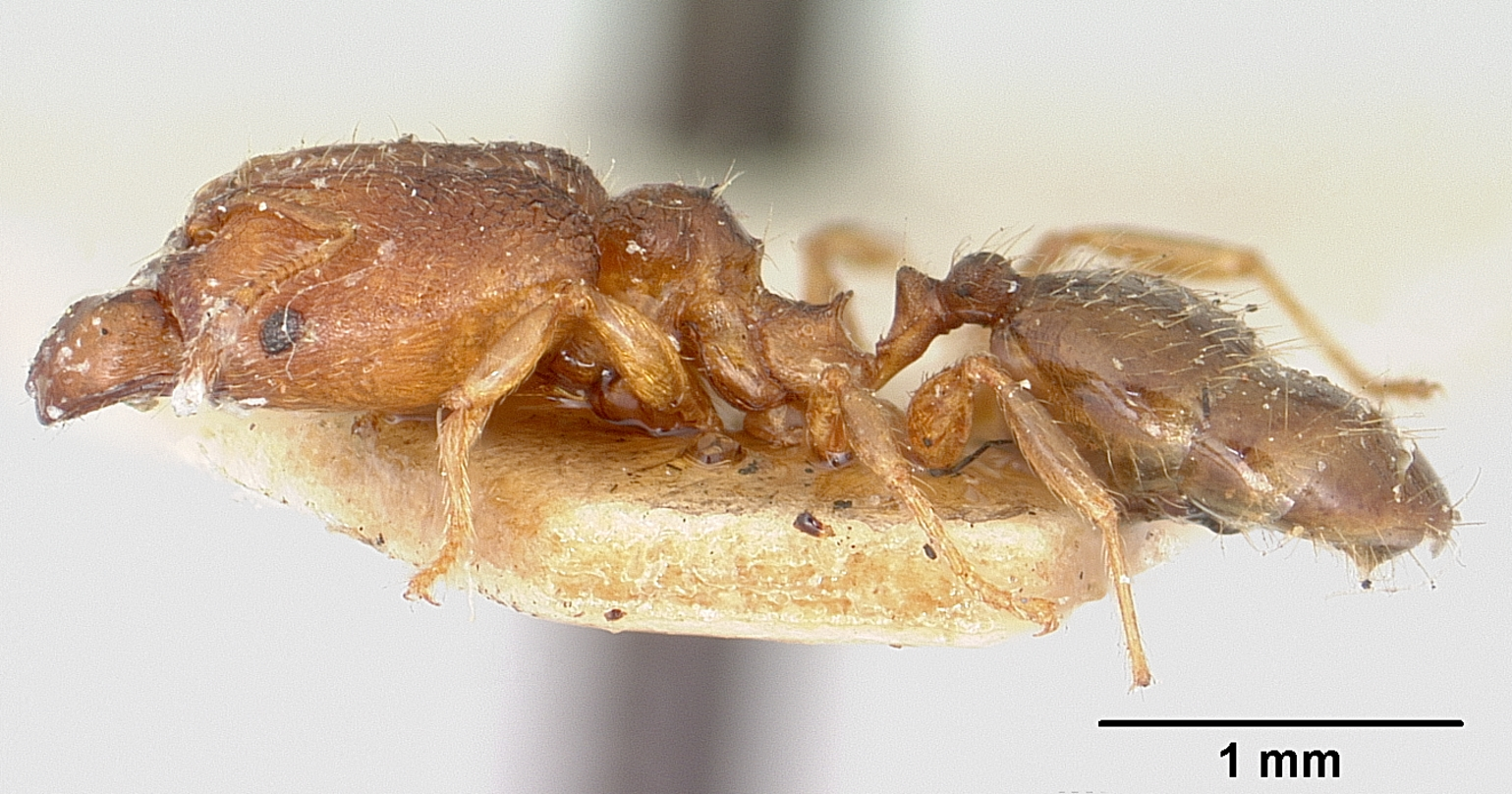
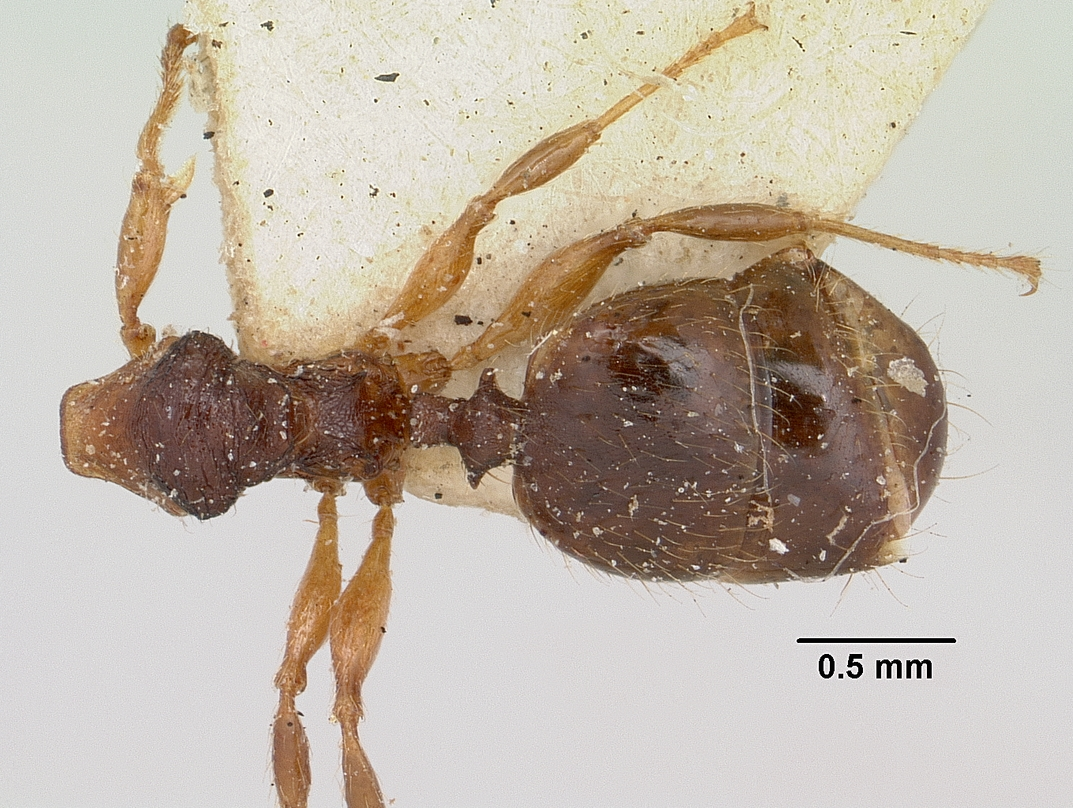
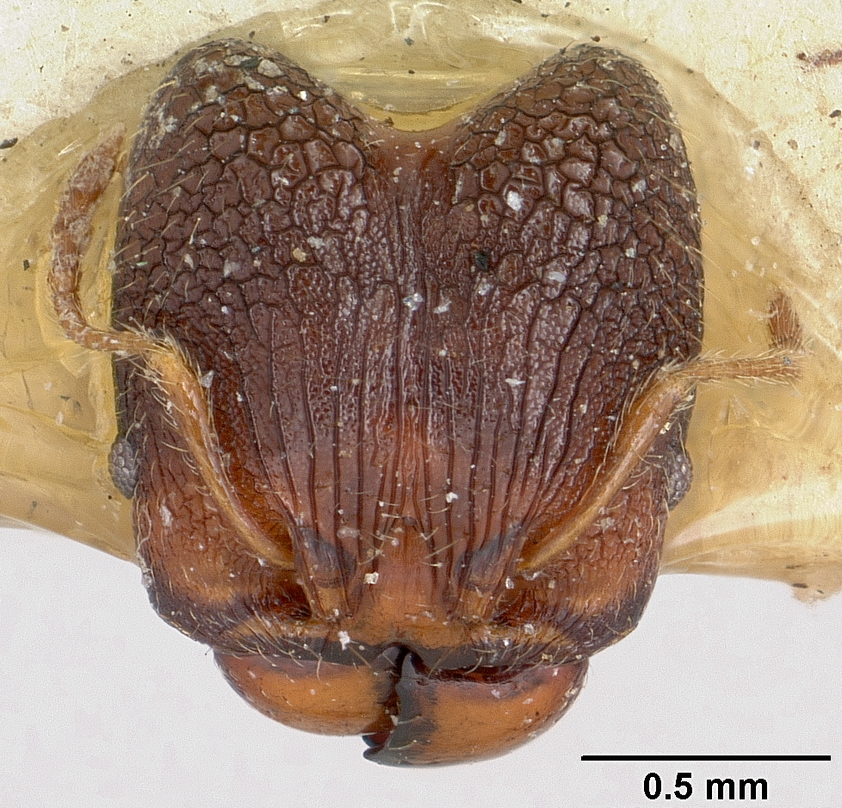